# Romain Bonon
Romain Bonon est un joueur français de volley-ball né le 27 février 1988 à Fontenay-aux-Roses (Hauts-de-Seine). Il mesure 1,83 m et joue passeur.

## Clubs
| Club                  | De        | À         |
| --------------------- | --------- | --------- |
| Paris Volley          | 2007-2008 | 2008-2009 |
| Avignon VB            | 2009-2010 | 2009-2010 |
| Paris Volley          | 2010-2011 | 2011-2012 |
| Plessis-Robinson VB   | 2012-2013 | 2013-2014 |
| Martigues VB          | 2014-2015 | 2014-2015 |
| Beauvais OUC          | 2015-2016 | 2015-2016 |
| AS Saint Jean d’Illac | 2016-2017 | ...       |

## Palmarès
- Championnat de France (2)
  - Champion : 2008, 2009